# Route 41 (Manitoba)
La Route 41 (PTH 41) est une route provinciale du Manitoba. Elle relie la route 1 et la route 542 à Kirkella jusqu'à la route 16 / route 83 près de Binscarth.
La route 41 est la route principale dans les communautés de McAuley et de Saint-Lazare et suit la frontière de la Saskatchewan sur la majeure partie de son trajet, la majorité de la route se trouvant à moins de 10 km (6 mi) de la frontière.

## Description du tracé
La route 41 débute à la jonction avec la route 1 à Kirkella en étant le prolongement de la route 542. Elle se dirige vers le nord en passant par Manson et McAuley. Au sud-ouest de Saint-Lazare, elle bifurque vers l'est. Elle traverse la rivière Assiniboine à l'embouchure de la rivière Qu'Appelle et atteint Saint-Lazare. Elle traverse le village et rencontre la route 42. Elle bifurque vers le nord à cette intersection où la route 42 prend fin.
La route continue vers le nord jusqu'à ce qu'elle atteigne la route 16 / route 83 au sud de Binscarth. C'est là qu'elle prend fin.

## Intersections majeures
| Division              | Ville    | km    | Destinations                                               | Notes                                |
| --------------------- | -------- | ----- | ---------------------------------------------------------- | ------------------------------------ |
| No. 6                 | Kirkella | 0,00  | PTH-1 – Brandon, Regina PR 542 sud – Kirkella, Kola        | La PTH-41 sud devient la PR 542 sud  |
| No. 15                |          | 15,00 | PR 467 est – Willen, Miniota                               | Terminus ouest de la PR 467          |
| No. 15                | McAuley  | 26,00 | PR 256 sud – Willen, Elkhorn                               | Terminus nord de la PR 256           |
| No. 15                |          | 33,00 | PR 571 ouest – Welwyn                                      | Terminus est de la PR 571            |
| No. 15                |          | 43,00 | PR 545 ouest – Rocanville                                  | Terminus est de la PR 545            |
| No. 15                |          | 47,00 | Traverse la rivière Assiniboine                            | Traverse la rivière Assiniboine      |
| No. 15                |          | 52,00 | PTH-42 est – Birtle, Shoal Lake                            | Terminus ouest de la PTH-42          |
| No. 15                |          | 60,00 | PR 475 est – Foxwarren                                     | Terminus ouest de la PR 475          |
| No. 16                |          | 69,00 | PTH-16 / PTH-83 – Russell, Foxwarren, Binscarth PR 359 est | La PTH-41 nord devient la PR 542 est |
| - Transition de route |          |       |                                                            |                                      |